# Linum schiedeanum
Linum schiedeanum là một loài thực vật có hoa trong họ Linaceae. Loài này được Schltdl. & Cham. mô tả khoa học đầu tiên năm 1830.